# Halte Kleverlaan
Halte Kleverlaan is een voormalige halte aan de spoorlijn Haarlem - Uitgeest ter hoogte van de Kleverlaan in Haarlem-Noord. De halte was geopend van 1 juni 1888 tot 1 mei 1900, toen even verderop richting Uitgeest, station Bloemendaal werd geopend.
Bij de halte bevindt zich een dubbele wachterswoning. Na de sluiting van de halte heeft deze dienstgedaan als wachterswoning voor de overweg. De wachterswoning is een gemeentelijk monument van de gemeente Bloemendaal. Op de woning staat geschilderd 'Bloemendaal', evenals het wachtpostnummer 3.